# 老山 (麻栗坡县)
老山是中越边界上的一处有七个山峰的小型山脉。2013年的报道称，现分属中越两国。在以数字命名的七个山峰中，主峰4号高地是中越国界骑线点，中国方面拥有1号、2号、3号高地，在行政上属云南省麻栗坡县。
主峰——4号高地海拔是1422.2米，因此也称之为1422.2高地。由于越南的高程起算面与中国不同，越方称之为1509高地。是中越传统边界骑线点。1979年中越战争爆发后，越南占领老山、者阴山地区。1984年4月28日，中方从越南占领下收复4号高地。两山战役结束后，中方占据老山几乎全部山峰。
1999年，中越两国开始边界谈判，划分一千多公里的陆地边界。由于中国政府相关规定，未公开详细情况。故中国舆论曾认为，法卡山、老山被归属于越南。根據2013年的报道，中国方面早已废弃了老山、者阴山的前出阵地。现由解放军边防部队驻守，未移交武警边防部队。解放军进行边防巡逻，未设常备阵地。

## 网页
- 中越战争三十周年祭[]（存檔）
- 1979年中越戰爭：有限戰爭案例研究
- 中蘇關係和1979年中越衝突 （页面存档备份，存于）